# Jason Chaffetz
Jason E. Chaffetz (nacido el 26 de marzo de 1967) es el representante de EE.UU. para el tercer distrito del Congreso de Utah, elegido por primera vez en 2008. Es miembro del Partido Republicano. También es el presidente del Comité de la Cámara de Estados Unidos sobre la Reforma de Supervisión y de Gobierno

## Primeros años
Chaffetz nació en Los Gatos, California, y se crio Arizona y Colorado con su hermano más joven Alex. Su padre, John Un. Chaffetz, era judío, y su madre, Margaret Un. Madera, era una Científica cristiana. El abuelo paterno de Chaffetz era Maxwell (Max) Chaffetz (1909@–1986), un Agente Especial del FBI, que como novato estuvo implicado en la detención del gánster "Cara de Criatura" Nelson y la detención y muerte del gánster John Dillinger.

## Educación
Chaffetz Estuvo fue en el Instituto de Parque Medio, en Granby, Colorado, seguido por Brigham Young Universidad (BYU) en una beca atlética, y era el empezando placekicker en el BYU equipo de fútbol en 1988 y 1989. Todavía aguanta el BYU los registros individuales para puntos más extras intentaron en un juego, puntos más extras hicieron en un juego, y más consecutivo los puntos extras hicieron en un juego. Chaffetz se graduó del BYU Universidad de Bellas artes y Comunicaciones en 1989, con un B.Un. En comunicaciones.
Durante su periodo universitario, Chaffetz era un Demócrata. Su padre anteriormente se había casado con Kitty Dickson, quién después estuvo casada al gobernador Democrático más tardío de Massachusetts, Michael Dukakis; Chaffetz medio-el hermano es actor anterior John Dukakis. A pesar de sus afiliaciones políticas diferentes, Chaffetz queda cercano a su medio-hermano y la familia Dukakis. Mientras era estudiante en BYU, Chaffetz fue Utah copresidente de Dukakis' 1988 campaña presidencial.

## Vida y carrera
Después de su etapa universitaria, Chaffetz trabajó una década en relaciones públicas para una multi-compañía de marketing de nivel internacional.

### Inicios de la carrera política
Chaffetz se convirtió en un Republicano después de que reunión Ronald Reagan, en 1990, cuándo Reagan visitó Chaffetz empresario, Nu Piel, como hablante motivacional. Aun así, sus vistas políticas habían ido a la deriva más a la derecha incluso mientras trabajando para Dukakis.
En 2003, Chaffetz aplicó para ser un agente en los Estados Unidos Servicio Secreto pero no fue aceptado porque "los mejores solicitantes cualificados existieron."
En 2004, Chaffetz era el director de campaña para Utah gubernatorial candidato Jon Huntsman. Huntsman Ganó la carrera, y cuándo tome oficina en enero de 2005, Chaffetz devenía Huntsman jefe de personal. En noviembre de 2005, Chaffetz dejó que posición para dirigir su compañía propia, Maxtera Utah, unas comunicaciones corporativas y compañía de marketing.
En 2006, Chaffetz estuvo nombrado por Huntsman como trustee para Valle de Utah Universidad Estatal. Chaffetz También ha servido como miembro de la comisión de planificación de Ciudad De montaña y tan presidente para la Utah Guardia Nacional adjutant revisión general.

### Cámara de Representantes de EE.UU.

#### Chairmanship, Reforma de Gobierno & de Descuido de Casa Comité
En noviembre de 2014, Chaffetz ganó una carrera de cuatro maneras para devenir el presidente de la Reforma de Gobierno & de Descuido de Casa Comité. Sea sólo el quinto Miembro de Congreso en 89 años para devenir un presidente lleno después de justo tres plazos. Corra en una promesa para enfatizar reforma, diciendo Politico, "el campo hice al steering el comité somos realmente tiene que triangulate el problema si de hecho vamos a conseguir para reformar. Para fijar el problema plazo largo, podemos no justo ser el highlighter bolígrafo. Nosotros un trabajo bueno que destaca cosas, pero nosotros no un trabajo grande de fijar cosas."
Chaffetz Ha según se dice construyó una relación fuerte con su Democrático counterpart en el comité, Ranking Miembro Elijah Cummings (D-MD). El dos visitó uno otro es distritos el verano antes de Chaffetz devenía presidente del comité. Chaffetz la visita a Baltimore era chronicled en El Correo de Washington, El Sol de Baltimore, y El Lago de Sal Tribune. Cuándo Cummings visitó Utah, Chaffetz le tomó a Moab, donde esté informado en asuntos de tierras públicas antes de volar atrás al Estatal Capitol en Salt Lake City para una reunión con Gobernador Herbert y una visita del LDS la plaza de Bienestar de la iglesia.
A su ascensión al chairmanship, Chaffetz cometido a traer un nivel nuevo de bipartisan cooperación al comité. Aquel bipartisanship ha jugado fuera en varias investigaciones en qué ambos Chaffetz y Cummings ha sido unido en su pide reforma. Entre el emite aquello ha dibujado bipartisan el soporte es la investigación de Servicio Secreta , el DEA escándalo de prostitución y la investigación a los EE.UU. Tablero de Seguridad Química. Cummings Dijo El Cerro en abril de 2015, "el liderazgo del presidente ha sido un cambio de mar de la manera el comité estuvo corrido antiguamente, principalmente porque ha sido dispuesto de trabajar con Demócratas y porque, mayoritariamente, ha evitado overreaching."

### Elecciones

#### 2008
Encima 1 de enero de 2007, antes del 110.º Congreso estuvo jurado en, Jason Chaffetz anunció que "pruebe las aguas" para un Congressional carrera en contra seis-denominar incumbente, Chris Cañón, para el nombramiento Republicano en este distrito fuertemente Republicano. Nueve meses más tarde, el 1 de octubre de 2007, Chaffetz formalmente introdujo la carrera para el nombramiento Republicano. Aquel día mismo, David Leavitt emitió una nota de prensa que anuncia su campaña había levantado $100,000 para desafiar Cañón. Leavitt, hermano a popular tres-denominar gobernador de Utah y miembro de gabinete de Administración de Arbusto Mike Leavitt, más de plegado Chaffetz en fundraising para aquel trimestre. Una Marcha 2008 Deseret Noticioso/KSL encuesta de televisión por Dan Jones & Asocia liberada dos vísperas el partido caucuses mostró Chaffetz con 4% soporte.
Después del casi 1200 3.º Distrito los delegados estuvieron elegidos encima Marcha 25, 2008, Chaffetz envió un mailer anunciando que corra una clase diferente de campaña. Tenga ningún personal pagado, ninguna oficina de campaña, ninguna comida libre para delegados, ninguna deuda de campaña y no encuestar. Cometa para gastar entre $70 y $80 por delegado, diciendo votantes, "Cómo te corridos vuestra campaña es indicative de cómo vas a ser en oficina."
A pesar de que el cañón era uno de los miembros más conservadores de la Casa, Chaffetz corrió a su correcto. Diga que el cañón "nos ha fallado para no instituting principios conservadores", coherentemente pidiendo un regreso al núcleo principios conservadores de disciplina fiscal, gobierno limitado, imputabilidad y un defensa nacional fuerte. Haga campaña en medidas más fuertes para fijar inmigración legal y sacar los incentivos para inmigración ilegal, un asunto continúe pulsar durante la campaña. La semana antes de la convención, David Leavitt dijo El Lago de Sal Tribune, "si Jason Chaffetz me bato [en la convención], Chris Cañón será el congresista . Jason Chaffetz tiene ningún recurso, ninguna organización."
El 10 de mayo de 2008 Utah Convención Estatal Republicana, Chaffetz ganó 59% de los delegados del 3.º Distrito a Leavitt 41%. Venga #unos cuantos centenar vota corto de tallying 60% de los delegados y ganando el nombramiento sin un primario.
En el primario, las encuestas mostraron una carrera cercana. Una encuesta de Jones del Dan liberó el 22 de mayo de 2008, el cañón mostrado principal Chaffetz 39 por ciento a 37 por ciento entre votantes probables. Una encuesta subsiguiente junio liberado 21 mostró un lazo estadístico, favoreciendo Cañón 44@–40 con un 5.5% margen de error. El 24 de junio de 2008, Chaffetz Cañón vencido por un voto de 60% a 40%. Esté considerado una victoria trastornada cuando el cañón estuvo aprobado por George W. Bush, los dos Senadores de EE.UU. del estado Orrin Escotilla y Bob Bennett, y casi todo del establecimiento Republicano estatal. Cañón también outspent Chaffetz por 6 a 1. La derrota primaria del cañón preocupación espoleada entre Republicano incumbents.
Chaffetz Afrontó Demócrata Bennion Spencer en la 2008 elección general, junto con Jim Noorlander del Partido de Constitución. Chaffetz posición firme en contra pidiendo earmarks creó alguna controversia durante la campaña de elección general. Chaffetz Dijo, "Hasta que hay reforma, no les pediré. Son un cáncer dentro del sistema y yo les quieren extraer." Finalmente, Chaffetz ganó elección con 66% del voto. Aun así, haya eficazmente clinched un asiento en Congreso cuándo gane el nombramiento Republicano. El 3.º es uno de los distritos más Republicanos en la nación; en 2008 tenga un Cocinero Partisan Votando Índice de R+26.

#### 2010
Chaffetz Candidato Democrático vencido Karen Hyer y todo tercer-candidatos de partido, garnering 72% del voto. El Lago de Sal Tribune, a menudo crítico de Chaffetz, le aprobó en la carrera, escritura, "EE.UU. Rep. Jason Chaffetz, R-Utah, ha entregado tan anunciado para el 3.º Distrito de Utah."

#### 2012
En temprano 2012 Chaffetz trabajado como representativo del Mitt Romney campaña presidencial durante estación primaria, shadowing la campaña de rival GOP candidato Newt Gingrich para ofrecer rebuttals a los reporteros que siguen Gingrich discursos. "Justo estoy probando para ofrecer una poca perspectiva," dicho Chaffetz en uno de Gingrich parones de Florida.

#### 2016
El 7 de octubre de 2016 Rep. Chaffetz rescinded Su aprobación de GOP Triunfo de Donald del Candidato a la presidencia. El 26 de octubre de 2016, él posted encima Twitter aquello vote para Triunfo, mientras reclamando que el voto no fue una aprobación.

### Tenure
Chaffetz Anunció en el inicio del congressional plazo, en 2009, que sea dormir en un cot en su oficina, más que alquilar un Washington, D.C., apartamento. Chaffetz Dijo, " estoy intentando vivir el ejemplo que no toma dólares grandes para conseguir donde queremos ir. Puedo salvar mi familiar $1,500 un mes por dormir en un cot en mi oficina como opposed a conseguir un sitio elegante aquello es quizás un poco más cómodo." Su familia continuará vivir en Alpino. " Somos ahora $10 billones en deuda. $10 billones. Aquellos son gastos que tiene que ser pagado en algún punto", diga. Si pueda apretar su cinturón en este tiempo económico duro, Chaffetz dijo, el congreso tendría que ser capaz a también.

#### Corte, Gorra y Acto de Equilibrio
En junio de 2011, Chaffetz patrocinó HR 2560, el Corte, Gorra, y Acto de Equilibrio de 2011. HR 2560 capped FY 2012 apropiaciones discrecionales en $1.019 billones, el cual era $31 mil millones bajo FY 2011 discrecional gastando, y proporcionado $126.5 mil millones para la guerra que gasta. HR 2560 impuso una gorra de $681 mil millones en "otro" obligatorio gastando. Excluido del $681 mil millones gorra era Seguridad Social , Medicare, programas de veteranos, y pagos de interés. HR 2560 gobierno federal gradualmente reducido que gasta como porcentaje de producto doméstico bruto de 24.1% en 2011 a 21.7% en 2013 y 19.9% en 2021. HR 2560 también dejado para un aumento en el techo de deuda de $2.4 billones, cuando pedido por Presidente Obama, condicionado a aprobación por ambas Casas de Congreso de un cualificando Enmienda de Presupuesto Equilibrado cuál entonces sería enviado a los estados para aprobación. HR 2560 pasó la Cámara de Representantes pero estuvo rehusado por el Senado.

#### Reforma de Seguridad social
En noviembre de 2011, Chaffetz anunció un siete-señalar propuesta de Seguridad Social. Las siete provisiones incluyen utilizar un encadenados CPI-W para calcular anual COLAs, aumentando edad de jubilación normal, añadiendo indexación de precio progresivo a cálculos de cantidad de seguro primarios, beneficios que prueban medio para ingresos altos beneficiaries, aumentando el número de años para calcular mediano indexed ingresos mensuales, indexación beneficios mínimos especiales a sueldos en vez de CPI, y beneficios crecientes por 5% para retirees cuándo logran edad 85.

#### Presidente Obama
En enero de 2010, Chaffetz se apellidó a para cuestionar Presidente Obama en una reunión de la Conferencia de Partido Republicana. Chaffetz Aplaudió Obama para algunos de las promesas hicieron durante la campaña, pero preguntado por qué promesas para retransmitir healthcare debates encima C-ABARCAR, mantiene lobbyists fuera de posiciones séniors, va línea-por-línea a través de la factura de cuidado de la salud y fin earmarks no había sido mantenido. Vídeo del Q&Un fue viral y cobertura de medios de comunicación extensa recibida. A oír que Barack Obama había ganado el premio Nobel de la Paz el 9 de octubre de 2009, Chaffetz dijo haya "perdido todo respeto para el premio", diciéndolo " utilizado para ser uno de distinción, pero [ahora] es duro de darlo cualquier credibilidad".

#### Residuos nucleares
En noviembre de 2009 Chaffetz copatrocinó una factura en la Casa con Rep. Jim Matheson para bloquear la importación de residuos nucleares extranjeros a los Estados Unidos, poniéndole directamente en odds con Rep. Atraca Obispo y senadores de Utah Bennett y Escotilla, quien históricamente había apoyado importador residuos nucleares extranjeros a Utah con restricciones.

#### Seguridad de patria
En diciembre de 2009, Chaffetz abanderó legislación para limitar el uso de lleno-cuerpo imaging escáneres en aeropuertos a no ser que un detector de metal primero indicó una necesidad para más exploración. Las imágenes han venido bajo escrutinio intenso de grupos de intimidad para presuntamente dejando imágenes de vista de administradores de seguridad de desnudó pasajeros.
Chaffetz Y TSA ha tenido una relación pedregosa desde entonces una Congreso. En su freshman año, en qué críticos han descrito como políticos grandstanding, acuse Administración de Seguridad del Transporte (TSA) agentes en su aeropuerto de ciudad natal en Salt Lake City de injustamente apuntándole para pasar a través de una máquina de barrido de cuerpo lleno—un dispositivo Chaffetz cree es invasive. El Republicano lawmaker dijo crea que esté apuntado parcialmente para su oposición a concesión TSA screeners colectivo bargaining derechos. Un FOIA petición por el Deseret Noticioso para el vídeo del incidente lo mostró para ser un "intercambio manso y bastante civilizado entre el dos." TSA noviembre de 2009 informe que sigue su investigación interna principalmente apoyada el Chaffetz versión de la historia. La unión que representa algún de los agentes dijeron en el tiempo que los agentes siguieron procedimiento apropiado y que un agente quién recientemente había regresado de servicio militar en Iraq ni siquiera había reconocido Chaffetz.

#### Afganistán
Chaffetz Criticó el surge de 30,000 Presidente de tropas Obama autorizó para la guerra en Afganistán, diciendo que los Estados Unidos no tiene una política clara o estrategia de salida.

#### Ataque de Bengasi
Chaffetz Ha sido vocal contra la Casa Blanca y el ministerio de asuntos exteriores está manejando del 11 de septiembre de 2012 ataques en el compuesto de Consulado de los EE. UU. en Bengasi. La Administración primero declaró los ataques estuvieron chispeados por una protesta espontánea, entonces más tarde declaró la violencia era un ataque terrorista previsto .
" Había una decisión muy consciente hizo, creo que—mi opinión personal es que quisieron el aspecto de 'normalización' allí en Libia y construyendo arriba de una infraestructura, poniendo arriba de barbed el cable en nuestra facilidad dirigiría a la impresión incorrecta. Algo que esta administración no quiso tener delantero emotivo."
Critique Embajador de Estados Unidos a los comentarios iniciales del Arroz de Susan de las Naciones Unidas llamándoles "en algún lugar entre una mentira indignante y total falsehood."
Chaffetz Ha sido criticado para politicizing el incidente de Bengasi, reconociendo en una entrevista con ancla de CNN Soledad O'Brien que haya "votado para cortar la financiación para seguridad de embajada" y que Republicanos de Casa conscientemente habían votado para reducir los fondos destinaron al Ministerio de asuntos exteriores para seguridad de embajada desde ganador la mayoría en 2010. "Absolutamente," diga. "Mirada, tenemos que prioridades de marca y elecciones en este país."

#### Resoluciones
Chaffetz Prometió para votar contra qué llama "resoluciones triviales," incluyendo aquellos deportes de tratar, como felicitar el equipo ganador del Super Bol. Chaffetz Siente que la Casa podría ser tomar arriba legislación más importante.

#### Protección para urogallo de salvia más grande
Chaffetz Ha opposed protección federal para urogallo de salvia más grande residente de Utah, un pájaro cuya población ha encogido de 16 millones 100 años hace a aproximadamente 200,000 hoy. En 2007, un tribunal gobernado que político tampering por Julie Un. MacDonald, entonces-vicesecretario de diputado para el Pez de Estados Unidos y Servicio de Fauna y flora, hubo "tainted" la valoración del pájaro, y una revisión nueva estuvo ordenada. En Marcha 2010, secretario de interior de los EE. UU. Ken Salazar asignó el pájaro "warranted pero estado" impedido, adoquinando la manera para su protección futura.

#### D.C. cannabis Reforma
En febrero de 2015, Chaffetz acechó Washington, D. C., alcalde Muriel Bowser con tiempo de prisión posible si implemente Iniciativa 71. La iniciativa de papeleta legalizaría cantidades pequeñas de cannabis en el distrito y estuvo aprobado por aproximadamente 64.87 por ciento de los votantes en 2014.

#### Previsto Parenthood oídos
En un septiembre de 2015 oído, Chaffetz cuestionó Previsto Parenthood presidente Cecile Richards en su salario, y mostró un gráfico reclame estuvo tomado de Previsto Parenthood informe anual, pero las fuentes confirman la reclamación el gráfico era de hecho tomado de los americanos Unieron de por vida dato de gráfico que era intencionadamente manipuló utilizar cuestionable dual-axial charting metodologías. Los expertos en presentación de datos dijeron esto era un ejemplo mayúsculo de utilizar un gráfico a mislead.

### Asignaciones de comité
- Comité en el Judiciary
  - Subcomisión en Propiedad Intelectual, Competición, y el Internet
  - Subcomisión encima Delito, Terrorismo, y Seguridad de Patria
- Comité encima Descuido y Reforma de Gobierno (presidente)
  - Subcomisión en Personal Federal, EE.UU. Trabajo y Servicio Postals Política
  - Subcomisión en Seguridad Nacional, Defensa de Patria y Operaciones Extranjeras (presidente)
  - Subcomisión encima Tecnología, Política de Información, Intergovernmental Relaciones y Reforma de Aprovisionamiento